# Jan Noirot
Jan Noirot was een muntmeester en kunstverzamelaar in het 16e-eeuwse Antwerpen.

## Loopbaan
Noirot was van 11 april 1553 tot 9 juli 1555 een eerste keer particulier muntmeester te Antwerpen. Dankzij de functie kon hij beschikken over het nieuwe Muntmeestershuis en ook nadien verbleef hij er waarschijnlijk tijdens het muntmeesterschap van zijn broer Adriaan. Vanaf 1562 kwam de functie weer toe aan Jan. Hij was getrouwd met Hester van Eeckeren (geboren ca. 1533-34) en had met haar negen kinderen. Noirot ging om met toplui van het Munthuis en van de Antwerpse financiële wereld, mannen als Joris Veselaer, Jacob van Hencxthoven en Nicolaas Jonghelinck. Hij legde een dure schilderijencollectie aan, wat waarschijnlijk gespreksstof opleverde tijdens de feestmalen waarop ze elkaar uitnodigden, maar afgaande op zijn beperkte boekenbezit was Noirots humanisme eerder oppervlakkig.

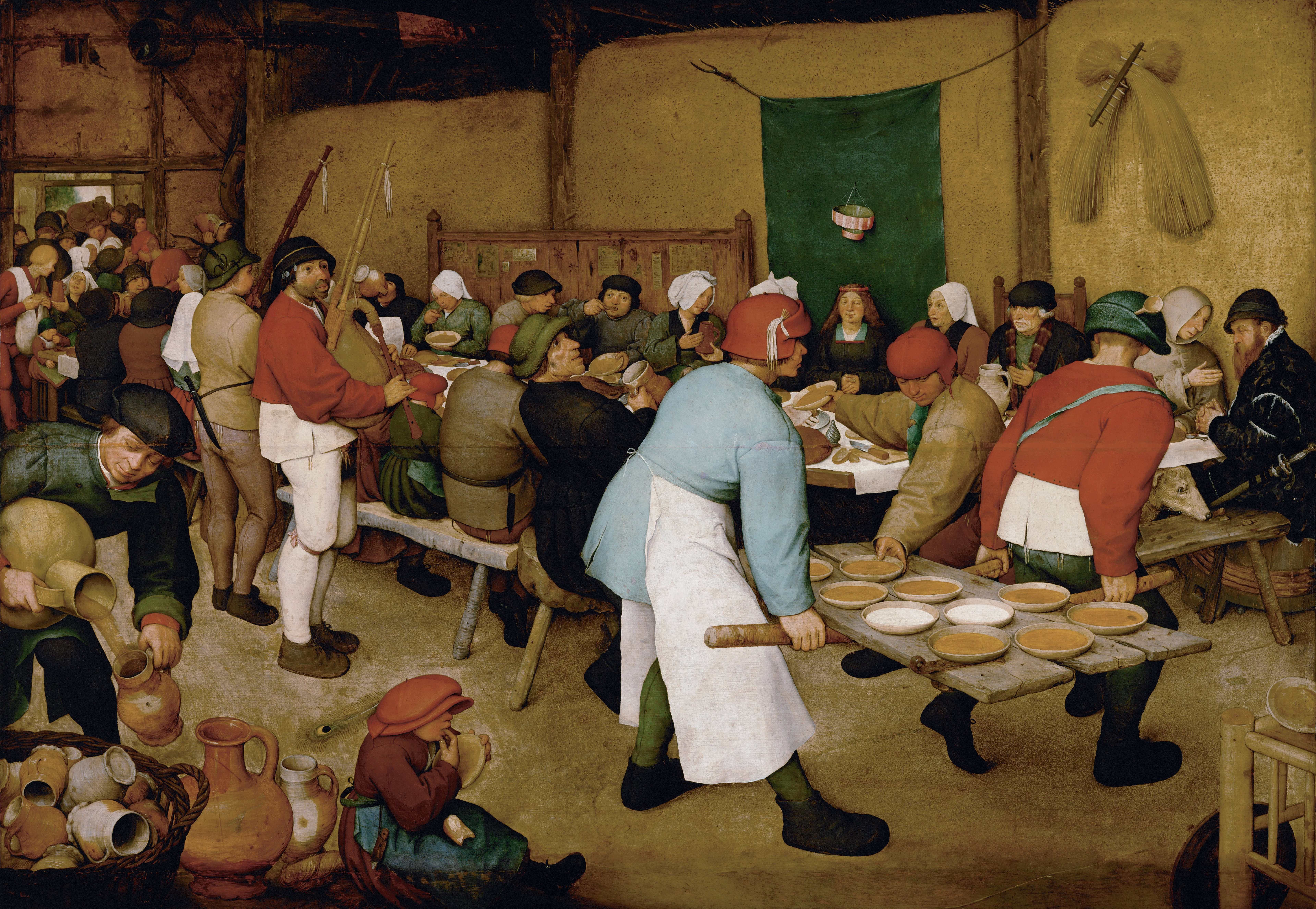
De boerenbruiloft, een van de in 1572 geveilde schilderijen. Noirot bezat nog vier andere Bruegels op doek, maar deze werken zijn niet tot ons gekomen.

In zijn aspiratie om mee te doen met rijkere mensen raakte Noirot in de schulden. Hij leende boven zijn middelen en had volgens zijn vrouw ook kostelijke buitenechtelijke affaires (door één ervan werd hij even gearresteerd en moest hij 50 gulden betalen aan een minnares wier man was vermoord, blijkbaar niet door hemzelf). Liever dan zijn status aan te tasten door schilderijen of kristalwerk te verkopen, spaarde hij zich het brood uit de mond. In 1572 kon Noirot de schijn niet langer ophouden en kwam het tot een faillissement. Op 25 augustus liet hij have, goed en familie achter om onder te duiken bij zijn schoonbroer Robrecht van Eeckeren. Binnen enkele dagen werd Floris Florissone aangesteld als zijn opvolger. Op last van de Raad van Financiën werden zijn goederen aangeslagen, waardoor op 30 augustus een voor kunsthistorici uiterst informatieve inventaris werd opgesteld. Hij maakt gewag van vijftig schilderijen, waaronder een Boerenbruiloft van Jheronimus Bosch (wellicht niet authentiek), vijf werken van de pas overleden Pieter Bruegel de Oude (een winterlandschap, twee boerenbruiloften en twee boerenkermissen) en elf schilderijen van Frans Floris. Claire van Langdonck, weduwe van de waardijn van de Munt, liet de aangeslagen inboedel op 9 en 15 september openbaar verkopen. De opbrengst was onvoldoende om de schulden aan te zuiveren.
Noirot en zijn gezin lijken de vlucht en het frauduleuze faillissement te boven te zijn gekomen. Hij is vermeld als kassier van de rijke Antwerpse koopman Jan Della Faille en in 1580 werd hij tijdelijk muntmeester in Middelburg. De Staten van Zeeland hadden er Jeronimus Bruynseels belast met de oprichting van een Munthuis, maar door tussenkomst van de Staten van Holland was deze vast komen te zitten in Dordrecht.